# Ryan O’Reilly
Ryan O’Reilly (* 7. Februar 1991 in Clinton, Ontario) ist ein kanadischer Eishockeyspieler, der seit Juli 2023 bei den Nashville Predators in der National Hockey League unter Vertrag steht. Seine Karriere begann der Center bei der Colorado Avalanche und war anschließend drei Jahre für die Buffalo Sabres aktiv. Anschließend wechselte er 2018 zu den St. Louis Blues, mit denen er in den Playoffs 2019 den Stanley Cup gewann und dabei mit der Conn Smythe Trophy ausgezeichnet wurde. Darüber hinaus führte er die Blues, in deren Trikot er auch die Frank J. Selke Trophy gewann, von Dezember 2020 bis zu seinem Weggang als Kapitän an. Mit der kanadischen Nationalmannschaft gewann O’Reilly jeweils die Goldmedaille bei den Weltmeisterschaften 2015 und 2016.

## Karriere

### Jugend
Ryan O’Reilly wurde 2007 bei der Priority Selection der Ontario Hockey League an insgesamt erster Position von den Erie Otters ausgewählt. In der OHL-Saison 2007/08 kam O’Reilly in 61 Partien für die Otters zum Einsatz, dabei gelangen ihm 19 Tore und insgesamt 52 Scorerpunkte. Im Anschluss an die Spielzeit wurde er teamintern zum besten Rookie sowie zum sportlich fairsten Spieler des Teams gewählt. In Anerkennung seiner spielerischen und schulischen Leistungen wurde er zudem von den Otters für die Bobby Smith Trophy nominiert; die Auszeichnung erhielt jedoch Ryan Ellis.
In seiner zweiten OHL-Saison, in der er als Assistenzkapitän der Erie Otters auflief, konnte O’Reilly an seine Leistungen aus dem Vorjahr anknüpfen und erreichte in 68 Spielen 66 Punkte. In dieser Spielzeit etablierte er sich als guter Zwei-Wege-Spieler, der sowohl offensiv für Gefahr sorgte, als auch in der Defensive durch gute Leistung überzeugte. Die Trainer der OHL Western Conference wählten Ryan O’Reilly im Anschluss an die Saison 2008/09 unter anderem zum besten Unterzahl-Spieler der Conference.

### Colorado Avalanche
Beim NHL Entry Draft 2009, einer jährlichen Veranstaltung, bei der sich Mannschaften der National Hockey League die Rechte an hoffnungsvollen Nachwuchsspielern sichern können, wurde der Kanadier in der zweiten Runde an insgesamt 33. Position von der Colorado Avalanche ausgewählt. Nach überzeugenden Leistungen im Saisonvorbereitungs-Trainingslager der Avalanche gab O’Reilly am 1. Oktober 2009 sein Debüt in der National Hockey League bei Colorados 5:2-Heimsieg über die San Jose Sharks. Die Nominierung in den NHL-Kader der Avalanche war dabei für viele überraschend. O’Reilly war seit Dan Fritsche und Patrice Bergeron 2003 der erste Spieler, der den direkten Sprung in die NHL schaffte und nicht in der ersten Runde eines Entry Drafts ausgewählt wurde. Bei diesem Spiel war mit 18 Jahren und 236 Tagen Colorados jüngster Spieler aller Zeiten.

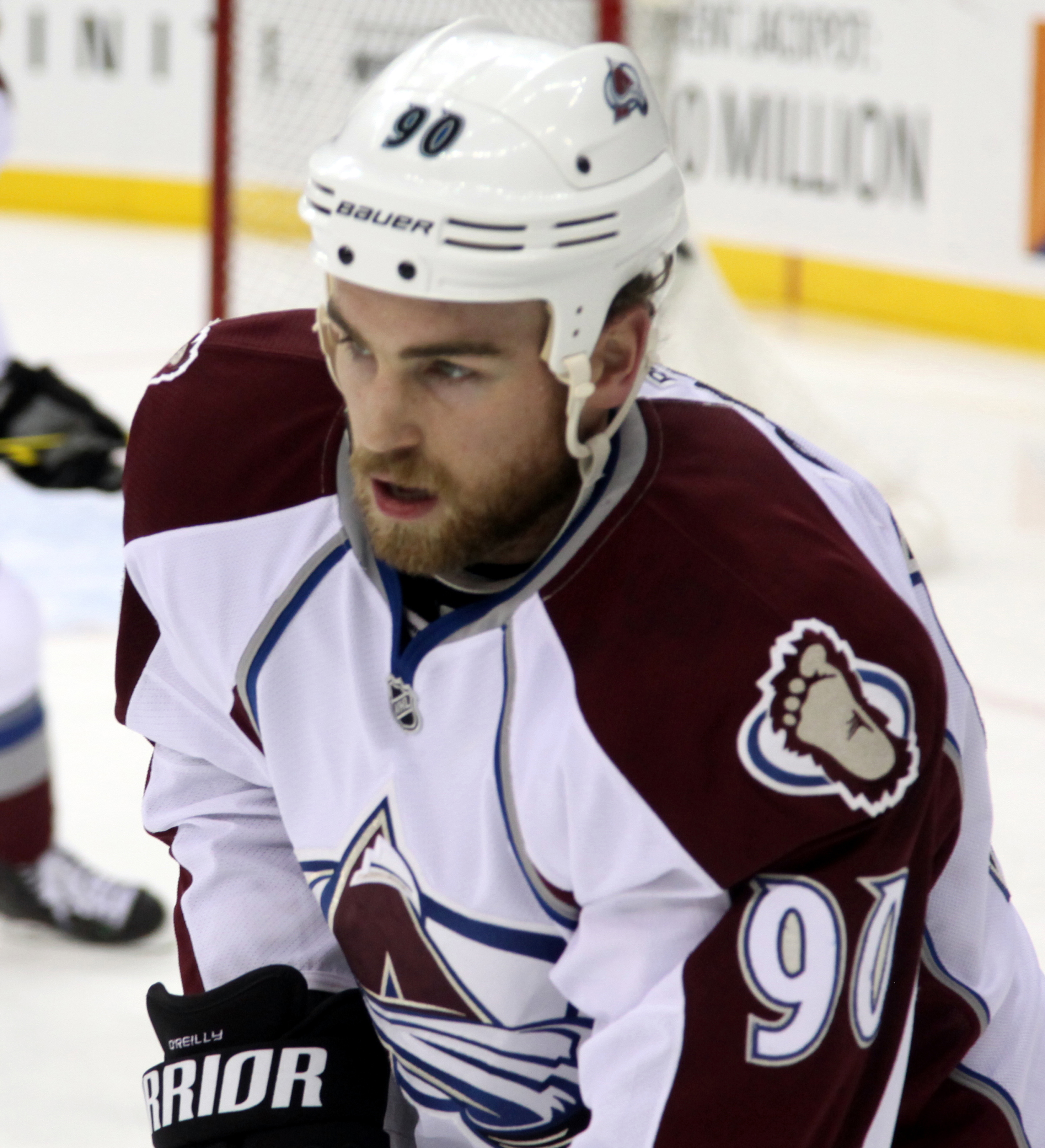
O’Reilly im Trikot der Colorado Avalanche (2014)

Bei seinem NHL-Debüt gab der Angreifer eine Vorlage, sein erstes Tor folgte zwei Wochen später in einem Spiel gegen die Canadiens de Montréal. Der Stürmer absolvierte in seiner Rookie-Saison insgesamt 81 Partien in der regulären Saison, dabei gelangen ihm 26 Scorerpunkte. In den anschließenden Play-offs fälschte er in der Overtime des dritten Spiels des Western-Conference-Viertelfinals der Best-of-Seven-Serie gegen die San Jose Sharks ein Befreiungsschlag von Sharks-Verteidiger Dan Boyle in das San-Jose-Tor ab. Auf Grund der besonderen Regelung im Eishockey wurde das Tor ihm zugeschrieben.
In der NHL-Saison 2010/11 konnte er die Leistungen aus der Vorsaison bestätigen. Wie im Vorjahr erzielte der Kanadier 26 Punkte; für Colorado war die Spielzeit jedoch bereits nach der regulären Saison zu Ende, nachdem das Team den vorletzten Platz der Western Conference belegte. In der folgenden Spielzeit etablierte sich O’Reilly als einer der besten Zwei-Wege-Stürmer der National Hockey League und galt zur Mitte dieser Spielzeit als möglicher Gewinner der Frank J. Selke Trophy, die jährlich von der NHL an den besten defensiven Stürmer vergeben wird. Am Ende der Saison war der Center mit 55 Punkten erfolgreichster Punktesammler der Colorado Avalanche.
Nach der Saison 2011/12 lief sein Einstiegsvertrag aus und der Spieler war zunächst ein so genannter Restricted Free Agent. Während des NHL-Lockouts vor Beginn der Saison 2012/13 spielte er für HK Metallurg Magnitogorsk in der Kontinentalen Hockey-Liga (KHL). Nach Beendigung des Lockouts konnte er sich nicht mit Colorado auf einen neuen Vertrag einigen und blieb zunächst in der KHL. Am 24. Januar wurde sein Vertrag mit Magnitogorsk nach einer Knöchelverletzung schließlich einvernehmlich aufgelöst.
Nachdem sich die Colorado Avalanche und Ryan O’Reilly in den folgenden Wochen nicht auf einen Vertrag einigen konnten, unterbreiteten die Calgary Flames dem Spieler am 28. Februar 2013 einen so genannten „Offer Sheet“, eine Art Vertragsangebot. Der Kontrakt hatte eine Laufzeit von zwei Jahren und sprach O’Reilly ein Gehalt von insgesamt 10 Millionen US-Dollar zu. Auf Grund der in den NHL-Regularien festgelegten Bindung zum aktuellen Verein als Restricted Free Agent hatte die Colorado Avalanche eine Woche Zeit, ein gleichwertiges Angebot zu unterbreiten, um den Spieler im Team zu halten, was sie wenige Stunden später auch taten. In der Folge absolvierte O’Reilly noch 29 NHL-Partien für Colorado und erzielte dabei 20 Scorerpunkte.

### Buffalo und St. Louis

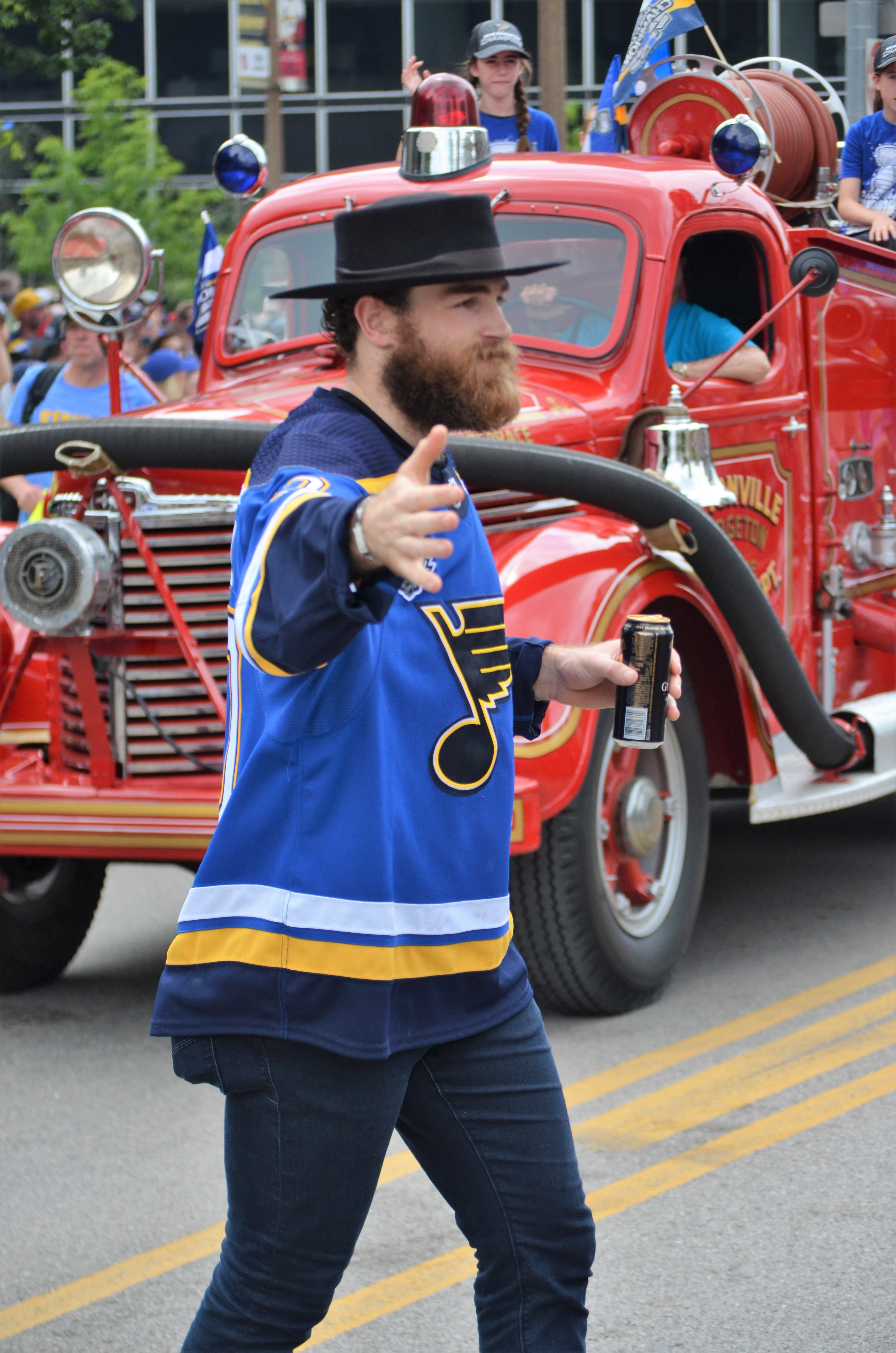
O’Reilly bei den Feierlichkeiten nach dem Stanley-Cup-Gewinn 2019

Im Rahmen des NHL Entry Draft 2015 wurde O’Reilly samt Jamie McGinn an die Buffalo Sabres abgegeben. Colorado erhielt im Gegenzug Buffalos Zweitrunden-Wahlrecht für diesen Draft sowie Michail Grigorenko, Nikita Sadorow und J. T. Compher. Für die Sabres war der Angreifer in der Folge drei Jahre aktiv, bevor er im Juli 2018 an die St. Louis Blues abgegeben wurde. Im Gegenzug wechselten Tage Thompson, Vladimír Sobotka, Patrik Berglund, ein Erstrunden-Wahlrecht für den NHL Entry Draft 2019 sowie ein Zweitrunden-Wahlrecht für den NHL Entry Draft 2021 nach Buffalo.
In seinem ersten Jahr in St. Louis erreichte er mit den Blues das Endspiel der Stanley-Cup-Playoffs 2019 und gewann dort mit dem Team durch einen 4:3-Sieg gegen die Boston Bruins den ersten Stanley Cup der Franchise-Geschichte. Als Topscorer der Playoffs (gemeinsam mit Brad Marchand) wurde er zudem mit der Conn Smythe Trophy als wertvollster Spieler geehrt. Wenig später wurde ihm außerdem die Frank J. Selke Trophy zuteil, die den besten defensiven Stürmer der Liga auszeichnet. Im Dezember 2020 wurde O’Reilly dann zum neuen Mannschaftskapitän der Blues ernannt, wobei er die Nachfolge von Alex Pietrangelo antrat.

### Toronto und Nashville
Nach viereinhalb Jahren in St. Louis wurde O’Reilly im Februar 2023 im Rahmen eines größeren Tauschgeschäfts samt Noel Acciari zu den Toronto Maple Leafs transferiert. Die Blues übernahmen dabei weiterhin die Hälfte seines Gehalt und erhielten im Gegenzug Adam Gaudette, Michail Abramow, ein Erstrunden-Wahlrecht und ein Drittrunden-Wahlrecht für den NHL Entry Draft 2023 sowie ein Zweitrunden-Wahlrecht für den NHL Entry Draft 2024. Um zusätzliches Gehalt gegenüber dem Salary Cap einzusparen, wurde er jedoch zuvor kurzzeitig zu den Minnesota Wild transferiert, die erneut die Hälfte (effektiv also 25 %) seines Salärs übernahmen und dafür ein Viertrunden-Wahlrecht im NHL Entry Draft 2025 von Toronto erhielten. Darüber hinaus erhielten die Maple Leafs, die somit nur 25 % des Gehalts selbst tragen müssen, die Rechte an Josh Pillar von Minnesota.
Bei den Maple Leafs beendete O’Reilly die Spielzeit 2022/23 und wechselte anschließend als Free Agent zu den Nashville Predators. Dort unterzeichnete er einen Vierjahresvertrag mit einem durchschnittlichen Jahresgehalt von 4,5 Millionen US-Dollar. Zu Beginn der Saison 2023/24 bestritt er wenig später seine 1000. Partie der regulären Saison in der NHL.

### International

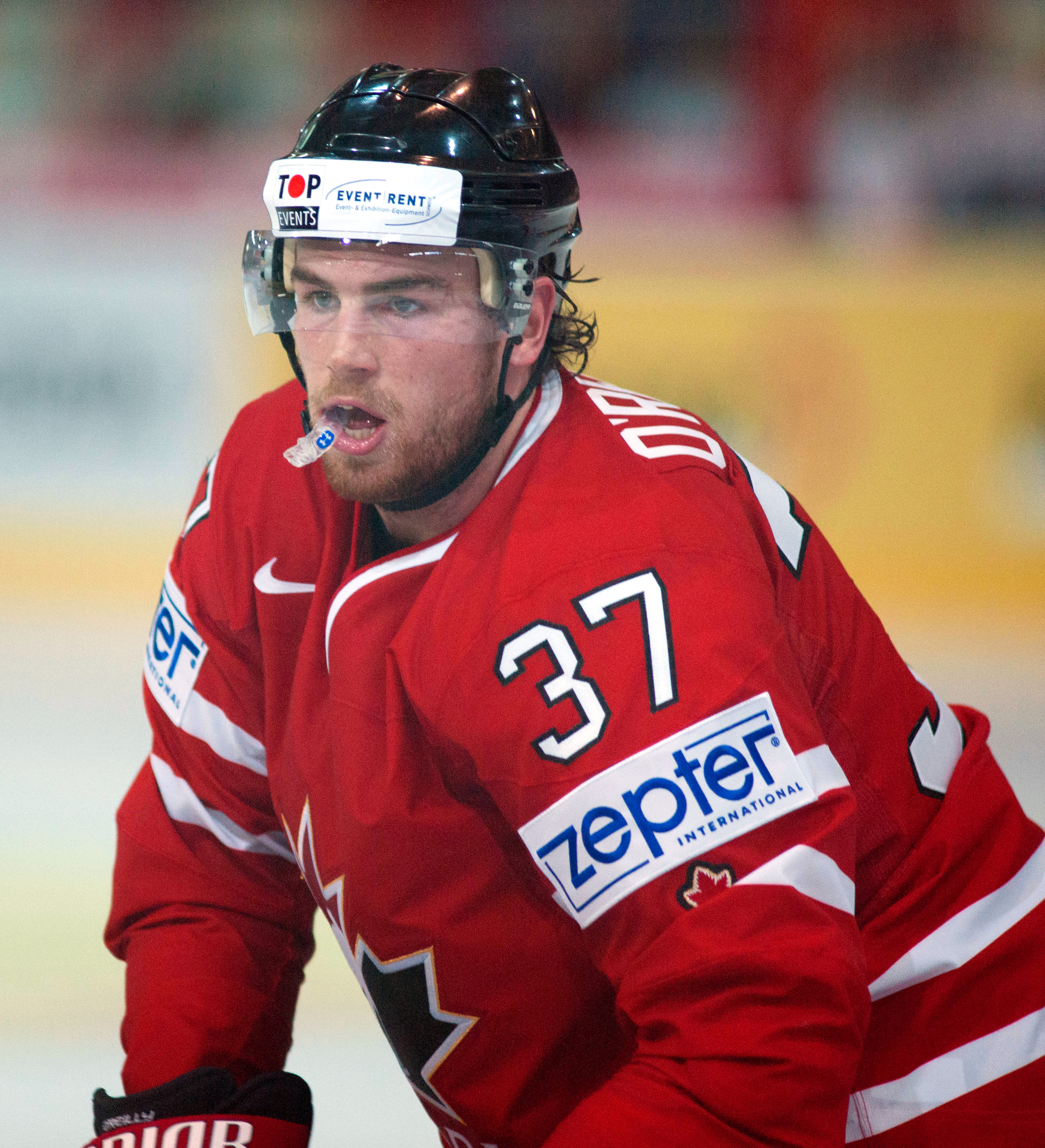
O’Reilly im Trikot der kanadischen Nationalmannschaft (2012).

Der Angreifer gab sein internationales Debüt 2008 bei der World U-17 Hockey Challenge, wo er für das Team Ontario als Mannschaftskapitän auflief und die Goldmedaille gewann. Ebenfalls Gold erreichte er 2008 beim Ivan Hlinka Memorial Tournament. Größere Beachtung erlangte er, als er sein Land bei der U18-Junioren-Weltmeisterschaft als Kapitän anführte und einen vierten Platz erreichte. Bei den Herren-Weltmeisterschaften 2012 und 2013 belegte O’Reilly mit der kanadischen Nationalmannschaft jeweils den fünften Platz.
Bei den Weltmeisterschaften 2015 und 2016 gewann er mit dem Team jeweils die Goldmedaille. Ferner vertrat er sein Heimatland beim World Cup of Hockey 2016 und gewann mit dem Team auch dort die Goldmedaille.

## Erfolge und Auszeichnungen
| - 2007 Jack Ferguson Award - 2009 Teilnahme am CHL Top Prospects Game - 2014 Lady Byng Memorial Trophy - 2016 Teilnahme am NHL All-Star Game - 2019 Teilnahme am NHL All-Star Game | - 2019 Stanley-Cup-Gewinn mit den St. Louis Blues - 2019 Conn Smythe Trophy - 2019 Topscorer der NHL-Playoffs (gemeinsam mit Brad Marchand) - 2019 Frank J. Selke Trophy - 2020 Teilnahme am NHL All-Star Game |

### International
| - 2008 Goldmedaille bei der World U-17 Hockey Challenge - 2008 Goldmedaille beim Ivan Hlinka Memorial Tournament - 2015 Goldmedaille bei der Weltmeisterschaft | - 2016 Goldmedaille bei der Weltmeisterschaft - 2016 Goldmedaille beim World Cup of Hockey - 2017 Silbermedaille bei der Weltmeisterschaft |

## Karrierestatistik
Stand: Ende der Saison 2024/25

### International
Vertrat Kanada bei:
| - World U-17 Hockey Challenge 2008 - Ivan Hlinka Memorial Tournament 2008 - U18-Junioren-Weltmeisterschaft 2009 - Weltmeisterschaft 2012 - Weltmeisterschaft 2013 - Weltmeisterschaft 2015 | - Weltmeisterschaft 2016 - World Cup of Hockey 2016 - Weltmeisterschaft 2017 - Weltmeisterschaft 2018 - Weltmeisterschaft 2025 |

(Legende zur Spielerstatistik: Sp oder GP = absolvierte Spiele; T oder G = erzielte Tore; V oder A = erzielte Assists; Pkt oder Pts = erzielte Scorerpunkte; SM oder PIM = erhaltene Strafminuten; +/− = Plus/Minus-Bilanz; PP = erzielte Überzahltore; SH = erzielte Unterzahltore; GW = erzielte Siegtore; 1 Play-downs/Relegation; Kursiv: Statistik nicht vollständig)

## Familie
Sein älterer Bruder Cal O’Reilly ist ebenfalls professioneller Eishockeyspieler.